# 飯塚正 (実業家)
飯塚 正（いいづか ただし、1959年12月15日 - ）は、日本の実業家。株式会社ジュンテンドー代表取締役社長。一般社団法人島根県経営者協会常任幹事。

## 人物・経歴
島根県益田市出身。横浜国立大学経営学部卒業。1987年に5年間務めた野村證券を退社し、父飯塚道正が創業したジュンテンドーに入社。5年間店舗で勤務し、店長等を経て。1994年ジュンテンドー取締役。1997年ジュンテンドー常務取締役。1999年ジュンテンドー営業本部長。2000年ジュンテンドー開発本部長。2005年父の跡を継ぎジュンテンドー代表取締役社長に就任。大型店舗の出店などを進めた。島根県経営者協会常任幹事。